# Берчи, Клаудия
Кла́удия Бе́рчи (нем. Claudia Bärtschi) — швейцарская кёрлингистка.
В составе женской сборной Швейцарии участвовала в чемпионате мира 1991 (заняли седьмое место) и двух чемпионатах Европы (лучший результат — серебряные призёры в 1993). Чемпионка Швейцарии среди женщин (1991) и среди смешанных команд (1990).
Играла на позиции третьего.

## Достижения
- Чемпионат Европы по кёрлингу: серебро (1993).
- Чемпионат Швейцарии по кёрлингу среди женщин: золото (1991).
- Чемпионат Швейцарии по кёрлингу среди смешанных команд: золото (1990).
- Чемпионат Европы по кёрлингу среди юниоров: бронза (1985).
- Чемпионат Швейцарии по кёрлингу среди юниоров: золото (1985).

## Команды
| Сезон                          | Четвёртый          | Третий         | Второй          | Первый          | Запасной                                        | Турниры                      |
| ------------------------------ | ------------------ | -------------- | --------------- | --------------- | ----------------------------------------------- | ---------------------------- |
| 1984—85                        | Karin Furrer       | Christine Kläy | Karin Dick      | Клаудия Берчи   |                                                 | ЧШЮ 1985 · ЧЕЮ 1985          |
| 1990—91                        | Джанет Хюрлиман    | Клаудия Берчи  | Ютта Таннер     | Коринн Аннелер  |                                                 | ЧШЖ 1991 · ЧМ 1991 (7 место) |
| 1993—94                        | Diana Meichtry     | Клаудия Берчи  | Николь Штраузак | Ютта Таннер     | Грациелла Грихтинг                              | ЧЕ 1993                      |
| 1995—96                        | Кристина Лестандер | Клаудия Берчи  | Андреа Штёкли   | Катрин Петеранс | Ютта Таннер тренеры: Heinz Schmid, Эрика Мюллер | ЧЕ 1995 (7 место)            |
| Кёрлинг среди смешанных команд |                    |                |                 |                 |                                                 |                              |
| 1989—90                        | Кристоф Шваллер    | Клаудия Берчи  | Роберт Хюрлиман | Karin Felder    |                                                 | ЧШСК 1990                    |

(скипы выделены полужирным шрифтом)